# Tirreno-Adriático 1994
La XXIX edición del Tirreno-Adriático se disputó entre el 9 y el 16 de marzo de 1994 con un recorrido de 1.315 kilómetros con salida en Nettuno y llegada a San Benedetto del Tronto. El ganador de la carrera fue el italiano Giorgio Furlan del Gewiss-Ballan.

## Etapas
| Etapa | Fecha       | Recorrido                       | km    | Ganador        | Líder          |
| ----- | ----------- | ------------------------------- | ----- | -------------- | -------------- |
| 1ª    | 9 de marzo  | Nettuno - Anzio                 | 99,8  | Adriano Baffi  | Adriano Baffi  |
| 2ª    | 10 de marzo | Santa Marinella - Manciano      | 186,5 | Giorgio Furlan | Giorgio Furlan |
| 3ª    | 11 de marzo | Capalbio - Cecina               | 198,7 | Mario Manzoni  | Giorgio Furlan |
| 4ª    | 12 de marzo | Marina di Cecina - Cecina       | 180,0 | Jesper Skibby  | Giorgio Furlan |
| 5ª    | 13 de marzo | Bolgheri - Castiglion           | 191,0 | Stefano Zanini | Giorgio Furlan |
| 6ª    | 14 de marzo | Assisi - Montemonaco            | 137,0 | Giorgio Furlan | Giorgio Furlan |
| 7ª    | 15 de marzo | Montegranaro - Monte Urano      | 167,0 | Giorgio Furlan | Giorgio Furlan |
| 8ª    | 16 de marzo | S.B del Tronto - S.B del Tronto | 155,0 | Roberto Pagnin | Giorgio Furlan |

## Clasificaciones finales

### General
| Posición | Ciclista             | Equipo                  | Tiempo      |
| -------- | -------------------- | ----------------------- | ----------- |
| 1        | Giorgio Furlan       | Gewiss-Ballan           | 34h 52' 20" |
| 2        | Yevgueni Berzin      | Gewiss-Ballan           | + 47"       |
| 3        | Stefano Colage       | ZG Mobili               | + 53"       |
| 4        | Alberto Elli         | GB-MG Maglificio        | + 1' 07"    |
| 5        | Francesco Casagrande | Mercatone Uno-Medeghini | + 1' 10"    |
| 6        | Rolf Sørensen        | GB-MG Maglificio        | + 1' 21"    |
| 7        | Claudio Chiappucci   | Carrera                 | + 1' 22"    |
| 8        | Rodolfo Massi        | Amore & Vita            | + 1' 22"    |
| 9        | Stefano Della Santa  | Mapei-Clas              | + 1' 23"    |
| 10       | Stefano Zanini       | Navigare-Blue Storm     | + 1' 24"    |